# 杜稜
杜稜（503年—572年7月6日），字雄盛。吴郡钱塘县（治今浙江省杭州市）人，南朝梁、南朝陳将领。

## 生平
銭塘县豪族出身，年少时家贫落拓，默默无闻，不为当世所知。喜涉猎书传，浪游岭南，事奉南梁广州刺史新渝侯蕭暎。蕭暎死后，归附陳霸先，典掌书记。侯景之乱时，杜稜为将軍，平定蔡路養、李遷仕，立有功劳。随陈霸先入援建康，進軍豫章，湘東王蕭繹任命他为仁威将軍、石州刺史，封上陌县侯。
侯景之乱平定後，陳霸先镇守朱方，杜稜監義興琅邪二郡。555年（承聖四年）陳霸先讨伐王僧辩，召杜稜、侯安都前来商議，杜稜反对起兵杀害王僧辩。陳霸先害怕杜稜泄露計划漏，用手巾将杜稜闷倒，幽閉於別室。陳霸先攻打王僧辩，让杜稜同行。同年（紹泰元年），陳霸先討杜龕，命杜稜、侯安都留守建康。徐嗣徽、任約率北齐軍渡長江，进攻建康，杜稜、侯安都防战。556年（紹泰二年），以功被任命为通直散騎常侍、右衛将軍、丹陽尹。557年（永定元年），南陳建国，杜稜加侍中、忠武将軍。转任中領軍。
559年（永定三年），武帝陳霸先去世，杜稜掌握建康禁兵，他和蔡景历封锁陳霸先的死讯，到南皖迎接臨川王陳蒨。陳蒨即位为陈文帝，杜稜受号領軍将軍。560年（天嘉元年），以擁立文帝之功，改封永城县侯。出任雲麾将軍、晋陵郡太守。561年（天嘉二年）正月，召還为侍中、領軍将軍。565年（天嘉6年）正月，转任翊左将軍、丹陽尹。
566年（天康元年），文帝子废帝陈伯宗即位，杜稜升为鎮右将軍、特進。567年（光大元年）五月、再为領軍将軍。
569年（太建元年），文帝弟陈顼篡位，即位为陈宣帝，杜稜出任散騎常侍、鎮東将軍、吴興郡太守。570年（太建二年），召還为侍中、鎮右将軍。九月，加特進、護軍将軍。571年（太建三年），杜稜因为公事免去侍中、護軍将軍之位。572年（太建四年）受位侍中、右光禄大夫。六月，在官任上去世。享年七十岁。追贈開府儀同三司，諡成。其子杜安世嗣爵。

## 延伸阅读
[在维基数据编辑]
 《陳書/卷12》，出自姚思廉《陳書》
 《南史·卷67》，出自李延壽《南史》